# Alpina interrupta
Alpina interrupta là một loài bướm đêm trong họ Geometridae.